# زردپره رخ‌سیاه

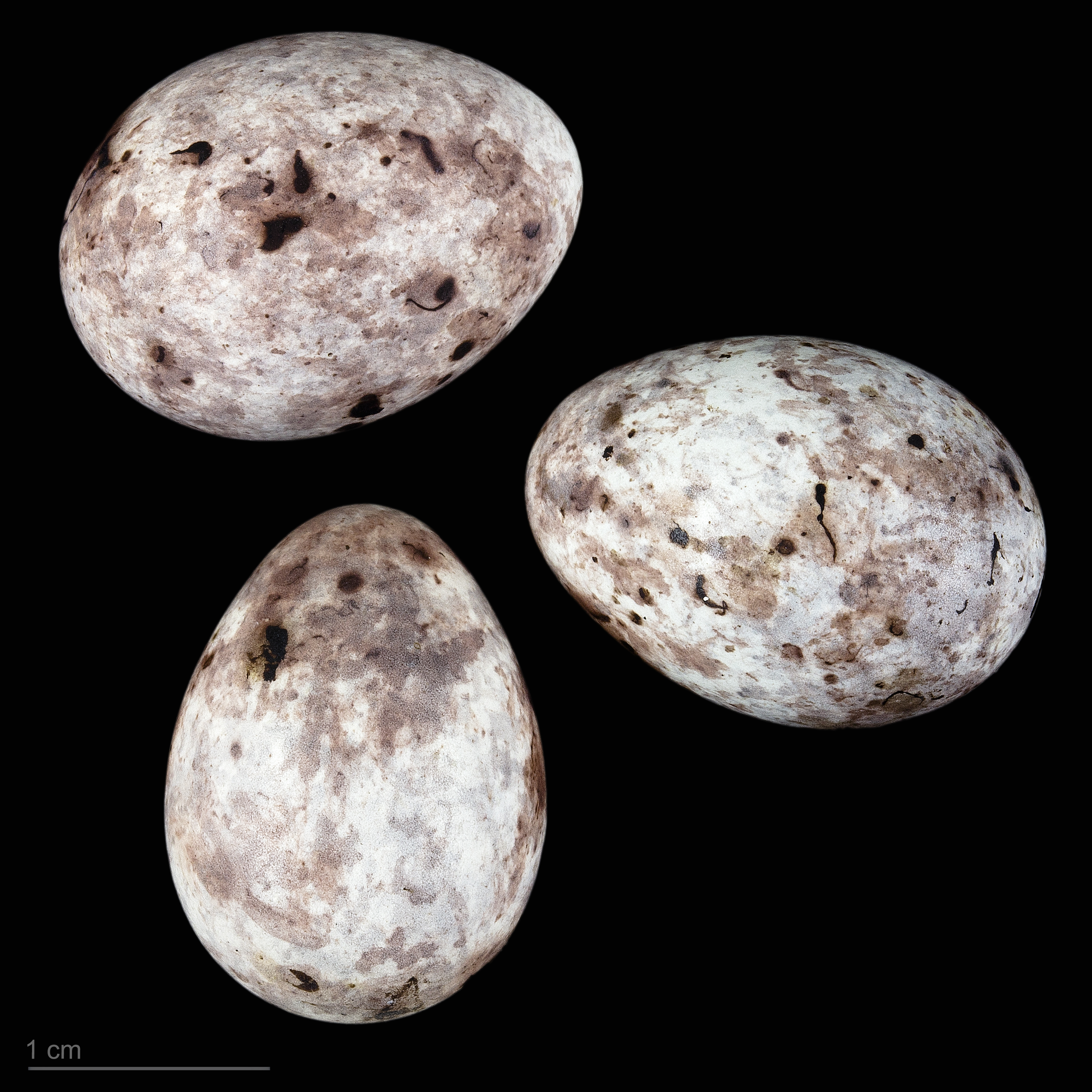
Emberiza spodocephala personata

زردپره رخ‌سیاه یا زردپره سیاه‌چهره (نام علمی: Emberiza spodocephala) نام یک گونه از سرده زردپره‌های معمولی است.